# The Odyssey (2026)
The Odyssey is een aankomende Amerikaanse epische actie-fantasyfilm geregisseerd, geschreven en mede geproduceerd door Christopher Nolan. De film is gebaseerd op het oude Griekse epos de Odyssee uit circa 800 v.Chr. van dichter Homerus.

## Verhaal
De film volgt Odysseus, de koning van het eiland Ithaka, die na de Trojaanse Oorlog besluit huiswaarts te keren. Hiervoor moet hij een gevaarlijke en jarenlange reis maken, waarbij hij met zijn bemanning oog in oog komt te staan met allerlei gevaarlijke wezens, waaronder cycloop Polyphemos, sirenen en Circe, de dochter van de zonnegod. In de tussentijd wacht Odysseus zijn vrouw Penelope thuis op hem, terwijl zijn zoon Telemachus besluit een zoektocht naar zijn vader op te zetten.

## Rolverdeling
| acteur               | personage  |
| -------------------- | ---------- |
| Matt Damon           | Odysseus   |
| Tom Holland          | Telemachus |
| Anne Hathaway        | n.n.b.     |
| Zendaya              | n.n.b.     |
| Lupita Nyong'o       | n.n.b.     |
| Robert Pattinson     | n.n.b.     |
| Charlize Theron      | Circe      |
| Jon Bernthal         | n.n.b.     |
| Benny Safdie         | n.n.b.     |
| John Leguizamo       | n.n.b.     |
| Elliot Page          | n.n.b.     |
| Himesh Patel         | n.n.b.     |
| Bill Irwin           | n.n.b.     |
| Samantha Morton      | n.n.b.     |
| Jesse Garcia         | n.n.b.     |
| Will Yun Lee         | n.n.b.     |
| Rafi Gavron          | n.n.b.     |
| Shiloh Fernandez     | n.n.b.     |
| Mia Goth             | n.n.b.     |
| Corey Hawkins        | n.n.b.     |
| Nick E. Tarabay      | n.n.b.     |
| Maurice Compte       | n.n.b.     |
| Michael Vlamis       | n.n.b.     |
| Iddo Goldberg        | n.n.b.     |
| Josh Stewart         | n.n.b.     |
| Ryan Hurst           | n.n.b.     |
| Logan Marshall-Green | n.n.b.     |

## Achtergrond

### Ontwikkeling
Nadat regisseur Christopher Nolan in maart 2024 de Oscar won in de categorie Beste film en Beste regisseur voor zijn film Oppenheimer uit 2023 begon hij met het schrijven van het scenario van de film. In oktober 2024 werd dit nieuws officieel bevestigd, hierbij werd ook bekend dat Nolan de film zal regisseren en samen met zijn vrouw Emma Thomas via hun productiebedrijf Syncopy Inc. de film zal produceren. Diezelfde maand werd bekend dat acteurs Matt Damon en Tom Holland waren aangenomen om de hoofdrollen te gaan vertolken. In november 2024 werden meerdere grote namen aan de film toegevoegd die belangrijke rollen gaan vertolken, onder wie Anne Hathaway, Robert Pattinson, Zendaya, Lupita Nyong'o en Charlize Theron.
In december 2024 maakte distributeur Universal Pictures bekend dat de film zal verschijnen onder de titel The Odyssey en dat het verhaal gebaseerd is op het oude Griekse epos de Odyssee uit circa 800 v.Chr. van dichter Homerus. In het voorjaar van 2025 werd de cast van de film verder uitgebreid, met belangrijke rollen voor onder anderen Elliot Page, Samantha Morton, Jon Bernthal, Mia Goth en John Leguizamo.

### Productie
Camerman Hoyte van Hoytema, die eerder betrokken was bij Nolans films Interstellar, Dunkirk, Tenet en Oppenheimer, werd wederom aangenomen om te filmen. Ditmaal met speciale IMAX-filmcamera's waarmee de gehele film opgenomen wordt, hiermee is het de eerste film die volledig met dat soort camera's opgenomen wordt. De opnames van de film ging op 25 februari 2025 van start in Aït-Ben-Haddou, Marokko. Vanaf 10 maart 2025 werd er gefilmd in de Messenië-regio in Griekenland. In de maanden die volgde werd er onder meer gefilmd op Sicilië (Italië) en in Moray (Schotland) en Landeyjahöfn (IJsland). In juli 2025 keerde de productie terug naar Marokko voor opnames, ditmaal ook in het door Marokko bezette Dakhla in de Westelijke Sahara. Dit zorgde voor opspraak; Het Polisario Front, de door de Verenigde Naties erkende vertegenwoordiger van het volk van de Westelijke Sahara, veroordeelde het besluit om in Dakhla te filmen als een 'schending van het internationaal recht'. Door daar te filmen zouden ze volgens sommige normaliseren dat de plaats bezet wordt door Marokko.

## Release
In juli 2025, een jaar voordat de film gepland staat in de bioscoop uitgebracht te worden, werd een teaser trailer exclusief in de bioscopen voor de film Jurassic World Rebirth gedraaid. Oorspronkelijk was het de bedoeling dat de teaser trailer in het najaar van 2025 pas online voor het grote publiek zou verschijnen, deze werd echter meteen online gelekt nadat hij exclusief in de bioscoop verscheen.
The Odyssey staat gepland om door distributeur Universal Pictures op 17 juli 2026 in de Verenigde Staten uitgebracht te worden. De film staat gepland om naast het standaardformaat ook in IMAX te worden uitgebracht. De kaartverkoop ging in de Verenigde Staten een jaar van tevoren al van start.